# Tempio del Buddha Kyauktawgyi (Yangon)
Il Tempio del Buddha Kyauktawgyi (in birmano ကျောက်တော်ကြီးဘုရား) è un tempio buddista situato sulla collina Mindhamma, a Yangon, in Birmania. Il tempio ospita una statua del Buddha, alta 11 metri e pesante oltre 600 tonnellate, scolpita nel marmo bianco estratto dalla collina di Sagyin, nella Regione di Mandalay. Il Buddha, posizionato in base a precisi calcoli astrologici, è raffigurato mentre compie il mudra dell'Abhayamudrā, che simboleggia la protezione dalla paura. La statua venne trasportata all'interno del tempio utilizzando uno speciale vagone ferroviario e una chiatta lunga circa 61 m, che navigò sul fiume Irrawaddy.